# Богачерой
Богачерой — покинутый аул в Чеберлоевском районе Чеченской Республики.

## География
Аул расположен на берегу реки Нежилойахк, к северо-востоку от районного центра Шаро-Аргун.
Ближайшие населённые пункты: на западе — сёла Хал-Килой и Мусолт-Аул, на северо-востоке — бывшие аулы Хай-Хецагуни, Джубикаул и Газиаул, на юго-востоке — бывшие аулы Багинаул, Нежелой и Дургинаул, на юго-западе — райцентр Шаро-Аргун.